# L'Analògica
L'Analògica és un espai ocupat per a entitats i col·lectius del barri del Guinardó, als números 33 i 33 bis del carrer de la Torre Vélez de Barcelona, actualment en mans del fons d’inversió Cerberus.
Des de la seva inauguració, el 2 d'abril de 2021, L’Analògica ha estat convocant assemblees obertes, projeccions de pel·lícules, xerrades, concerts, tallers o concursos. Anys abans, en aquests locals, va desenvolupar la seva activitat el Centre d'Estudis Cinematogràfics de Catalunya (CECC). Després el BBVA els va comprar, amb la qual cosa l'edifici va quedar abandonat. Els projectes de l'Analògica inclouen una ludoteca, un gimnàs popular i una biblioteca.